# Sofia Gonzalez
Sofia Gonzales (* 27. März 2001) ist eine Schweizer Leichtathletin in den Disziplinen Sprint, Langstrecke und Weitsprung. 2021 war bisher ihr erfolgreichstes Jahr mit Bronze über 100 m an der Europameisterschaft in Bydgoszcz, Polen. Nach diesem Erfolg qualifizierte sie sich für die Paralympischen Spiele Tokio 2020.

## Leben
Im Alter von drei Jahren wurde ihr wegen einer Missbildung das rechte Bein oberhalb des Knies amputiert. Nachdem sie mit ihrer Familie die Paralympischen Spiele 2012 in London gesehen hatte, entdeckte sie Leichtathletik für sich. Im Jahr 2016 entdeckte sie schliesslich die Laufprothesen von Ottobock, die sogenannten «Bladerunners». Heinrich Popow zeigte ihr in der Ottobock Running Clinic, wie sie mit einer Laufprothese laufen konnte. Seit 2021 absolviert Sofia Gonzales ein Studium im Bereich Medien & Kommunikation in London und trainiert seither in der britischen Hauptstadt.

## Sportliche Karriere
Seit 2017 nimmt Sofia Gonzalez an internationalen Wettkämpfen teil. An der Para-Leichtathletik EM Berlin 2018 bestritt sie ihre erste Meisterschaft und erreichte im 100-m-Sprint den vierten Rang
Am Para-Leichtathletik Grand Prix Dubai 2018 und Nottwil 2019 erreichte sie jeweils den zweiten Rang.
2019 qualifizierte sie sich für die Weltmeisterschaften in Dubai. Im Weitsprung steigerte sie ihre Bestweite auf 3,60 m, und im Sprint über 100 m erreichte sie ihre Bestzeit und belegte den fünften Rang. Für diese Leistungen wurde Sofia Gonzalez an der Swiss Paralympic Night 2019 mit dem Award «Newcomer des Jahres» ausgezeichnet.
2021 gewann Sofia Gonzalez in Bydgoszcz, Polen, mit Bronze im 100-m-Sprint ihre erste EM-Medaille. Nach diesem Erfolg qualifizierte sie sich für die Paralympics in Tokio. Dort erreichte sie den 7. Platz über 100 m und den 8. Platz im Weitsprung und nahm somit zwei paralympische Diplome mit nach Hause.